# Mário Masagão
Mário Masagão (São Carlos, nascido em 18 de junho de 1899 - falecido em 11 de novembro de 1979) foi advogado, Ministro do Tribunal de Justiça do Estado, professor catedrático de direito administrativo, Secretário de Justiça do Estado de São Paulo.

## Carreira Política
Em 1945, foi eleito deputado federal tomando parte como membro da comissão da Assembleia Constituinte de 1946. No dia seguinte a promulgação da Constituinte que foi no dia 18 de setembro de 1946, Mário Masagão renunciou ao cargo de deputado. 
Em 1947, foi reconduzido ao Tribunal de Justiça como desembargador.